# Che (film, 2008)
Pour les articles homonymes, voir Che (homonymie).
Pour plus de détails, voir Fiche technique et Distribution.
Che est un film français, américain et espagnol en deux parties réalisé par Steven Soderbergh, sorti en 2008.
Le film a été présenté en compétition au 61e festival de Cannes en mai 2008. Benicio del Toro y a reçu le Prix d'interprétation masculine pour son interprétation de Che Guevara.

## Synopsis
Che, 1re partie : L'Argentin : Cuba, 1952. Un jeune avocat, Fidel Castro, candidat du Parti du Peuple, veut stopper le général Fulgencio Batista qui prépare un putsch. Mais l'opération échoue malgré l'aide de jeunes soldats et Castro est condamné à 2 ans de prison. Amnistié, il s'exile à Mexico en 1955. À ce moment, un certain Ernesto Guevara, jeune Argentin idéaliste, commence sa carrière politique au Guatemala. Après un complot militaire soutenu par la CIA, Guevara est obligé de se réfugier lui aussi au Mexique. Il rejoint un groupe de révolutionnaires cubains. Le 13 juillet 1955 dans un petit appartement de Mexico, Raúl Castro le présente à son frère ainé, Fidel.
Che, 2e partie : Guerilla : À la suite de la révolution cubaine, Che Guevara est en pleine gloire. En 1964, il se rend à New York pour s'adresser de manière enflammée aux Nations unies, pour affirmer son combat pour le tiers-monde face à la toute-puissance américaine. Il devient ainsi une figure célèbre de la scène internationale. Mais il disparait soudainement. Personne ne sait où il se trouve. De nombreuses rumeurs de sa mort circulent. Mais il réapparait méconnaissable en Bolivie, où il prépare secrètement la Révolution latino-américaine avec ses camarades cubains et quelques Boliviens. Cette campagne montre toute sa détermination et son abnégation. Elle explique en partie le symbole et le héros populaire qu'est resté au fil du temps le « Che ». L'échec de cette révolution marquera sa mort..

## Lieu de tournage
La salle du Conseil de sécurité des Nations unies a servi au tournage du film.